# Federação Internacional de Bandy
A Federação Internacional de Bandy (FIB, Russo: Международная федерация хоккея с мячом, Sueco: Internationella Bandyförbundet) é a federação desportiva internacional para o esporte do bandy, incluindo a sua variante rink bandy.

## História
O bandy tem sido jogado desde a segunda metade do século XIX. As regras foram feitas na década de 1890 pela National Bandy Association na Inglaterra e pela confederação correspondente na Rússia. A Ligue International de Hockey sur Glace (LIHG) foi fundada em 15 de maio de 1908 na 34 Rue de Provence em Paris, França. na época quando o Bandy e Hóquei no Gelo eram considerados variações de um mesmo jogo. Os fundadores da federação são belgas, franceses, britões, suiços e boêmios (hoje tchecos). No entanto, como o hóquei no gelo tornou-se um esporte olímpico enquanto o bandy não, o esporte apenas sobreviveu em alguns países nórdicos e na União Soviética. LIHG hoje é a Federação Internacional de Hóquei no Gelo.
Na década de 1940, os países nórdicos - Finlândia, Noruega e Suécia - fizeram um comitê de regras. No início dos anos 50, a União Soviética decidiu quebra seu isolamento com o esporte internacional e começou a fazer transações com os países nórdicos.
A federação foi fundada em 12 de fevereiro de 1955 no Hotell Malmen em Estocolmo, na Suécia, tendo a participação da Finlândia, Noruega, União Soviética e da Suécia. A federação tem base na Suécia desde 1979. O escritório oficial hoje está localizado em Söderhamn, sendo controlado pelo Secretário Geral do FIB, Bo Nyman. Boris Skrynnik é o presidente do FIB.
Quando a FIB foi fundada em 1955, foi introduzindo as mesmas regras do bandy no mundo inteiro, especialmente na Rússia que tinha algumas regras diferentes. Bandy World Championship tem sido organizados para homens desde 1957 e para mulheres desde 2004.
O federação foi nomeada de Internation Bandy Federation (IBF) de 1957 a 2001. O nome atual foi adotado devido a um pedido feito pelo Comitê Internacional Olímpico quando esse reconheceu Bandy como um "esporte", e como o acronimo IBF já estava em uso pela International Badminton Federation (em 2006, a International Badminton Federation mudou seu nome para Badminton World Federation e agora usa o acronimo BWF). Em 2004, a FIB foi totalmente aceita pelo Comitê Internacional Olímpico.
FIB hoje é membro da Association of IOC Recognised International Sports Federations (ARISF) e da SportAccord.
O número de nações que jogam Bandy tem crescido consideravelmente nas últimas décadas. São 27 membro da federação em 2017 e a Eslováquia já pediu sua entrada.</ref> and Slovakia applied for membership.

## Presidentes
Esses são foram os presidentes da FIB:
- 1955 – 1963, Gunnar Galin, Suécia
- 1963 – 1967, Allan Ljungqvist, Finlândia
- 1967 – 1971, Arne Argus, Suécia
- 1971 – 1978, Grigory Granaturov, União Soviética
- 1978 – 1983, Pontus Widén, Suécia
- 1983 – 1991, Grigory Granaturov, União Soviética
- 1991 – 1993, Carl Fogelberg, Finlândia
- 1993 – 1997, Staffan Söderlund, Suécia
- 1997 – 2005, Albert Pomortsev, Rússia
- 2005 – 2005, Seppo Vaihela, Suécia
- 2005 – Boris Skrynnik, Rússia